# Liwamiae
Liwamiae (ros. Ливамяэ; est. Livamyae) – stacja kolejowa w lasach, w oddaleniu od skupisk ludzkich, w rejonie pieczorskim, w obwodzie pskowskim, w Rosji. Położona jest na linii Psków - Valga - Ryga. Najbliższymi miejscowościami są Zabołotje i Waszyna Gora.

## Historia
Stacja powstała w 1923, gdy tereny te należały do Estonii i przez okres międzywojenny nosiła estońską nazwę Livamyae. Nazwa ta w rusyfikowanej formie zachowała się do dziś. Livamyae obecnie jest używana jako oficjalna transkrypcja nazwy na alfabet łaciński.